# (12031) Kobaton
(12031) Kobaton ist ein Asteroid des Hauptgürtels, der am 30. Januar 1997 vom japanischen Amateurastronomen Naoto Satō an seinem privaten Chichibu-Observatorium (IAU-Code 369) in der Präfektur Saitama in Japan entdeckt wurde.
Der Asteroid wurde am 4. Oktober 2009 nach der Türkentaube benannt, die seit 2005 das Wappentier der Präfektur Saitama ist.